# 릭 고메즈
릭 고메즈(Rick Gomez, 1972년 6월 1일 ~ )는 미국의 배우이다.

## 출연 작품

### 드라마
- 밴드 오브 브라더스